# هیولای کلوچه
هیولای کلوچه (انگلیسی: Cookie Monster) یک ماپت در برنامه تلویزیونی کودکان سسمی استریت است که علت شهرتش به خاطر علاقه فراوان وی به کلوچه است با اینکه وی همه چیز می‌خورد. کلوچه با تکه‌های شکلات نوع کلوچه موردعلاقه وی هستند. به نظر می‌آید نام اصلی وی سید یا سیدنی بوده‌است.